# Giải bóng đá trong nhà vô địch quốc gia Qatar
Giải bóng đá trong nhà vô địch quốc gia Qatar là giải đấu cao nhất dành cho các câu lạc bộ bóng đá trong nhà ở Qatar. Đội chiến thắng có quyền tham gia Giải vô địch bóng đá trong nhà các câu lạc bộ châu Á.

## Lịch sử
Giải này được thành lập vào năm 2007.

## Các thành viên giải bóng đá trong nhà vô địch quốc gia Qatar
- Các đội của mùa giải 2011-12

| Al-Ahly Doha                           | Doha                  |
| Al-Arabi Doha Sports Club              | Doha                  |
| Al-Gharafa Sports Club                 | Al-Gharafa, Al-Rayyan |
| Al-Khor Sports Club                    | Al Khor               |
| Câu lạc bộ bóng đá trong nhà Al Rayyan | Al-Rayyan             |
| Câu lạc bộ Thể thao Al-Sadd            | Al-Sadd, Doha         |
| Al-Wakrah Sports Club                  | Al Wakrah             |
| Qatar SC                               | Al Dafna, Doha        |
| Umm-Salal Sports Club                  | Umm Salal             |
| Al-Shamal Sports Club                  | Madinat ash Shamal    |

## Lịch sử vô địch
| Mùa giải | Vô địch   |
| -------- | --------- |
| 2006–07  | Al-Rayyan |
| 2007–08  | Al-Saad   |
| 2008–09  | Al-Saad   |
| 2009–10  | Al-Rayyan |
| 2010–11  | Al-Rayyan |